# NGC 4720
NGC 4720 é uma galáxia elíptica (E-S0) localizada na direcção da constelação de Virgo. Possui uma declinação de -04° 09' 21" e uma ascensão recta de 12 horas, 50 minutos e 42,6 segundos.
A galáxia NGC 4720 foi descoberta em 22 de Fevereiro de 1787 por William Herschel.